# Quispel

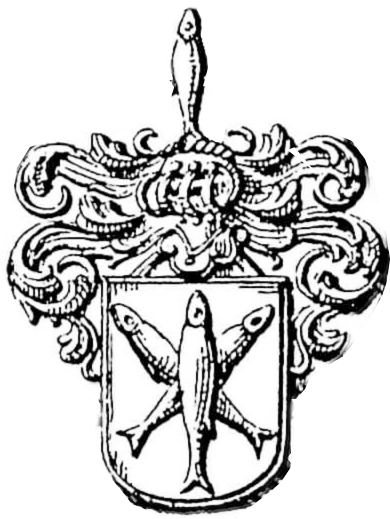
Lakafdruk van het familiewapen van Quispel (voorheen van Santvoort)

Quispel is een Rotterdams koopmans- en redergeslacht. In Nederland behoort iedereen met de achternaam Quispel tot hetzelfde geslacht. De stamvader van de familie Quispel werd geboren als Dirck Franszoon van Santvoort (1634-1718). In 1654 nam hij de achternaam ‘Quispel’ aan. 

## Enkele telgen
- Adriaan Quispel (1871-1950), kapitein ter zee
- Adrianus Quispel (1697-1772), schepen van Numansdorp
- Anton Quispel (1917-2008), hoogleraar experimentele plantkunde Leiden
- Chris Quispel (1947), Universitair docent geschiedenis te Leiden
- Egbert Pieterszoon Quispel (ca. 1660 - na 1673), marineofficier en kapitein
- Francois Quispel (1661-1709), schout en secretaris Piershill
- Gilles Quispel (1916-2006), hoogleraar kerkgeschiedenis te Utrecht en Harvard, Nederlands theoloog
- Gilles Reinout Quispel (1953), hoogleraar wiskunde
- Huibert Quispel (1841-1921), viceadmiraal, onder meer officier in de Militaire Willems-Orde
- Huibert Victor Quispel (1905-1995), luitenant ter zee eerste klasse
- Joanna Quispel (1952), kunstenares
- Matthijs Quispel (1805-1858), kunstschilder
- Joost Quispel Sr., voetballer FC Emmen
- Joost Quispel Jr., voetballer FC Emmen